# Balkány
Balkány er en landsby i Ungarn med beliggenhed i Szabolcs-Szatmár-Bereg-provinsen nær Nyíregyháza.

## Geografi
Balkány ligger i den østlige del af Ungarn, har et areal på 89,99 km² og 5.840(2024) indbyggere.

## Historie
Tekst mangler, hjælp os med at skrive teksten

## Seværdigheder
Tekst mangler, hjælp os med at skrive teksten

## Venskabsbyer
- Lázári
- Słopnice
- Chlebnice